# Kyros der Jüngere
Kyros der Jüngere (griechisch Κῦρος, persisch کوروش, altpersisch Kūruš, babylonisch Kuraš, elamisch Kuraš, lateinisch Cyrus, aramäisch Kureš, hebräisch כורש Koreš; * kurz nach der Thronbesteigung seines Vaters 423 v. Chr.; † 401 v. Chr.) war ein Prinz aus der altpersischen Dynastie der Achämeniden. 408/407 v. Chr. wurde er Statthalter mehrerer Satrapien in Kleinasien und erhielt dort auch den militärischen Oberbefehl. Weil nach dem Tod seines Vaters Dareios II. im Winter 405/404 v. Chr. nicht er, sondern sein älterer Bruder Artaxerxes II. neuer Großkönig wurde, soll er ein gescheitertes Attentat auf ihn verübt haben. Nach seiner Rückkehr nach Kleinasien rüstete er zum Krieg gegen Artaxerxes II. 401 v. Chr. unternahm er schließlich mit einem starken Heer, dem auch mehr als 10.000 griechische Söldner angehörten, einen Feldzug gegen seinen Bruder. Es kam zur Schlacht bei Kunaxa, in der er fiel.

## Leben

### Abstammung; Statthalter Kleinasiens
Kyros war der zweitälteste Sohn des persischen Großkönigs Dareios II. und der Parysatis sowie der jüngere Bruder des Arsakes, der später als Artaxerxes II. König wurde. Griechische Quellen nennen ihn „den Jüngeren“, um ihn vom Gründer des Perserreichs, Kyros II., zu unterscheiden. Nach den fragmentarisch erhaltenen Persika des Ktesias von Knidos war Parysatis bereits Königin, als sie Kyros gebar. Dagegen sei Arsakes früher – während der Kronprinzenzeit seines Vaters – zur Welt gekommen. Ktesias behauptete, diesen Umstand von Parysatis selbst gehört zu haben. Offenbar bevorzugte sie Kyros vor ihren anderen Kindern, zumal er der erste Sohn war, der als „Purpurgeborener“ zur Welt kam, d. h. geboren wurde, als Kyros’ Vater Dareios bereits König war.
Vergeblich versuchte Parysatis ihren Gatten zu überreden, Kyros anstelle seines älteren Bruders zum Thronfolger zu bestimmen, indem sie darauf hinwies, dass einst auch Xerxes I. als zwar jüngerer, aber erster purpurgeborener Sohn des Dareios I. dessen Nachfolger als König geworden war. Immerhin konnte sie durchsetzen, dass Kyros bereits als sehr junger Mann 408 oder 407 v. Chr. zum Satrapen der kleinasiatischen Provinzen Lydien, Großphrygien und Kappadokien ernannt wurde. Gleichzeitig wurde der Prinz Oberkommandierender (Karanos) aller Truppen, die in der Ebene von Kastolos stationiert waren. Dies kam einer Entmachtung des bisherigen Oberbefehlshabers in Kleinasien, Tissaphernes, gleich, dessen Schaukelpolitik zwischen den im Peloponnesischen Krieg gegeneinander kämpfenden griechischen Großmächten Athen und Sparta dem Perserkönig Dareios II. missfiel.
In seiner neuen Funktion als Statthalter und militärischer Oberbefehlshaber Kleinasiens verfolgte Kyros eine prospartanische Politik. Gleich bei seinem Amtsantritt befahl er dem Satrapen von Daskyleion, Pharnabazos, eine bei diesem befindliche athenische Gesandtschaft festzusetzen. Mit diesem Schritt wollte er verhindern, dass die athenischen Gesandten nach der Heimkehr ihren Landsleuten berichten konnten, dass Dareios II. die Wünsche einer zu ihm gereisten spartanischen Delegation weitgehend erfüllt hatte. Erst nach drei Jahren entließ Pharnabazos die Athener in ihre Heimat.
Kyros erhielt inzwischen kurz nach der Ankunft in seiner neuen Residenz Sardes den Besuch des spartanischen Feldherrn Lysander, der als Nauarch in Ephesos weilte. Der Prinz hörte sich die Beschwerden Lysanders über Tissaphernes an, der nur noch über Karien und kleinasiatische Küstenstädte gebot, und gewährte dem Spartaner, mit dem er Freundschaft schloss, hohe Subsidien für den Krieg gegen Athen. Lysander konnte so die Soldzahlungen deutlich steigern, und dies bewirkte viele Desertionen athenischer Schiffsmannschaften. Athenischen Gesandten verweigerte der Prinz dagegen eine Audienz.
Nach dem Ende seiner Amtszeit als Nauarch bereitete Lysander seinem Nachfolger Kallikratidas einen unfreundlichen Empfang und schickte die noch vorhandenen persischen Hilfsgelder an Kyros zurück. Kallikratidas musste daher nach Sardes zu Kyros reisen, wurde von diesem aber hingehalten und kehrte unmutig nach Ephesos zurück. Nachdem er 406 v. Chr. während der Schlacht bei den Arginusen ertrunken war, forderte Kyros von Sparta, dass Lysander wieder Nauarch werde. Da die mehrmalige Bekleidung der Nauarchie gesetzlich untersagt war, wurde nominell der Spartaner Arakos in dieses Amt gewählt, überließ aber verabredungsgemäß dem zu seinem Stellvertreter (Epistoleus) bestellten Lysander den Oberbefehl über die Flotte. Die finanzielle Unterstützung Spartas durch Kyros trug zur Niederlage Athens im Jahr 404 v. Chr. bei.
Kyros tat sich nicht nur als Feldherr, sondern auch als Gärtner hervor. Seine beiden Schlösser in Sardes und Kelainai waren von prächtigen Parks umgeben. Lysander bewunderte die Regelmäßigkeit seiner Baumpflanzungen in Sardes, die der Prinz selber angelegt hatte, Xenophon beeindruckten die Jagdgärten des Kyros, die er nach seiner Rückkehr nach Griechenland auf seinem Landgut nachahmte und damit auch ihren persischen Namen pairi-daēza als Paradeisos nach Hellas einführte.

### Angeblicher Versuch zur Ermordung des Artaxerxes II.
405 v. Chr. erkrankte König Dareios II. gefährlich und versammelte letztmals die Großen seines Reichs um sich. Er rief deshalb auch Kyros an seinen Hof. Im Gegensatz zu diesem in seiner Anabasis erzählten Motiv gibt der griechische Historiker Xenophon in der Hellenika an, der wahre Grund für Kyros’ Rückberufung sei dessen Befehl zur Hinrichtung zweier Vettern gewesen, weil diese ihm nicht die nötige Ehrfurcht erwiesen hätten. Vor seiner Abreise wurde der Prinz von Lysander aufgesucht, dem er erneut eine bedeutende Geldsumme aushändigte. Der antike Biograph Plutarch führt aus, dass Kyros den spartanischen Feldherrn sogar zu seinem Stellvertreter ernannt und ihm die Einkünfte kleinasiatischer Städte übergeben habe.
Als sich Kyros mit einer Leibwache von 300 griechischen Hopliten auf den Weg zu seinem kranken Vater machte, wurde er auch vom Satrapen Tissaphernes begleitet, der sich zum Schein mit ihm angefreundet hatte. Im Winter 405/404 v. Chr. verstarb Dareios II. Zuvor hatte Parysatis ihn erneut, aber vergeblich bewegen wollen, Kyros zum Thronfolger zu machen. Arsakes, der ältere Bruder von Kyros, bestieg stattdessen als Artaxerxes II. den Thron.
Der enttäuschte Kyros verfolgte nun offenbar Umsturzabsichten gegen seinen Bruder. Nach einer auf den griechischen Geschichtsschreiber Ephoros von Kyme zurückgehenden Überlieferung soll der flüchtige, beim Satrapen Pharnabazos weilende athenische Staatsmann Alkibiades erfahren haben, dass Kyros geheime Pläne schmiedete, gemeinsam mit den Spartanern seinen Bruder zu bekriegen. Daraufhin habe Alkibiades an den persischen Hof reisen und Artaxerxes II. warnen wollen; Pharnabazos sei aber bestrebt gewesen, dieses Verdienst selbst zu erwerben und habe daher Alkibiades ermorden lassen. Jedenfalls machte Tissaphernes den Großkönig gegen Kyros misstrauisch. Laut Plutarch soll der ehrgeizige Prinz einen Plan zur Ermordung seines königlichen Bruders während dessen ritueller Krönungszeremonie im Tempel von Pasargadai entwickelt haben; dieses Vorhaben sei aber von Tissaphernes aufgedeckt worden. Als Kyros’ Hinrichtung bevorstand, erreichte seine Mutter Parysatis durch ihr inbrünstiges Flehen, dass Artaxerxes II. seinen Bruder begnadigte und sogar in seiner Stellung als kleinasiatischer Satrap und dortiger militärischer Oberkommandierender bestätigte.

### Rüstungen für den Aufstand gegen den Großkönig
Zurück in seiner Residenz Sardes plante Kyros den Aufstand gegen Artaxerxes II., den er inzwischen durch unterwürfige Berichte und regelmäßige Abgabenzahlungen zu beruhigen versuchte. Er betrieb eine geschickte Diplomatie und bemühte sich, durch Geschenke und Belohnungen Freunde zu gewinnen. Am persischen Hof intrigierte seine Mutter in seinem Interesse. Als beliebter Feldherr übte er seine Soldaten im Kampf gegen Pisider und Myser ein. Die griechischen Städte Ioniens fielen von Tissaphernes zu Kyros ab, weil dieser ihre Steuerlast zu reduzieren versprach. Den Abfall Milets verhinderte Tissaphernes, indem er einen Teil der Bürgerschaft hinrichten, einen anderen verbannen ließ. Kyros nahm geflüchtete Mileter freundlich auf und ließ die Stadt belagern. Die Kommandanten anderer Griechenstädte wies er zur Rekrutierung griechischer Söldner als Schutz gegen Tissaphernes an. Den Großkönig bat er, die ionischen Städte behalten zu dürfen, und Artaxerxes II. tolerierte den Kampf seines Bruders gegen Tissaphernes, weil er sich in seiner Stellung als König noch nicht sicher genug fühlte.
In Hellas selbst warb Kyros u. a. mit Hilfe griechischer Gastfreunde mehrere Tausend Söldner an, denen er hohen Sold zahlte. Sein wichtigster griechischer Vertrauter war Klearchos, der wegen Ungehorsams die Todesstrafe erleiden sollte, aber Anfang 402 v. Chr. zu Kyros fliehen konnte. Letzterer übergab Klearchos eine Geldsumme von 10.000 Dareiken, mit denen der spartanische Feldherr Söldner anwarb und dann die Thraker des kleinasiatischen Chersones bekriegte. Heimlich wartete Klearchos aber auf seine Teilnahme am geplanten Feldzug gegen den persischen Großkönig; denn laut Xenophon war er der Einzige, der von Kyros schon zeitig über dessen Umsturzpläne informiert wurde. Dem Adligen Aristippos von Larisa überreichte der Prinz eine zur Besoldung von 4000 Mann auf sechs Monate ausreichende Summe. Mit dieser Streitmacht wollte Aristippos in seiner Heimat Thessalien gegen innere Feinde vorgehen; er erhielt aber die Anweisung, keinen vorzeitigen Frieden zu schließen, sondern sein Heer für einen späteren Einsatz in Asien bereitzuhalten. Kyros nahm auch weitere griechische Söldnerführer in seine Dienste, so seinen Gastfreund Sophainetos aus Stymphalos, Xenias von Parrhasia und Sokrates aus Achaia. Unter dem Vorwand, erneut gegen die Pisider vorgehen zu wollen, ließ Kyros Proxenos von Theben weitere Truppen in Böotien anwerben. Proxenos brachte daraufhin im Winter 402/401 v. Chr. etwa 2000 Söldner zu Kyros nach Sardes. Kurz vor Kyros’ Aufbruch zum Feldzug gegen seinen Bruder kam auch Xenophon, von Proxenos brieflich eingeladen, nach Sardes und durfte als Zivilist an dem militärischen Unternehmen des Prinzen teilnehmen.

### Feldzug gegen Artaxerxes II. und Tod

#### Aufbruch
Anfang 401 v. Chr. sandte Kyros eine Gesandtschaft nach Sparta, um weitere griechische Hilfstruppen für den Kampf gegen seinen Bruder zu erbitten. Sparta schickte dem Prinzen daraufhin, wohl wegen dessen Hilfe im Peloponnesischen Krieg, den Strategen Cheirisophos mit 700 Hopliten und sowie ein Flottenkontingent, das der Nauarch Samios nach Ephesos führte.
Nach dem Abschluss seiner Rekrutierungen zog Kyros den größten Teil seiner Truppen in Sardes zusammen. Von dort brach er mit seinem gewaltigen Heer etwa im März 401 v. Chr. nach Osten auf. Zunächst zog er nach Kolossai in Phrygien. Manche griechische Söldnerkontingente stießen erst unterwegs zu ihm, so der Thessaler Menon mit 1500 Mann in Kolossai. Klearchos kam mit 2000 Mann in die Stadt Kelainai, die nächsten Station auf Kyros’ Marsch. Ebendort führte auch Sophainetos dem persischen Prinzen ein Söldnerheer zu. Kyros musste in Kelainai ein Monat rasten, bis sich alle griechischen Verbündeten eingefunden hatten. Insgesamt umfassten seine griechischen Streitkräfte, die den Kern seiner Armee darstellten, rund 10.000 Schwerbewaffnete und 2000 Peltasten, die unter dem Oberbefehl des Klearchos standen. Den Hauptteil seines Heeres machten die von ihm ausgehobenen persischen Truppenverbände – einige zehntausend Infanteristen und mehrere tausend Reiter – aus, die vom Feldherrn Ariaios kommandiert wurden. Zudem wurde Kyros von einer Leibwache von 600 Kavalleristen begleitet. Auch Ärzte, Händler, Seher, Mätressen und Diener nahmen an Kyros’ Zug teil.
Kyros gab vor, einen Feldzug gegen das unruhige Bergvolk der Pisider zu unternehmen. Der ihm feindlich gesinnte Satrap Tissaphernes war aber wegen der Größe von Kyros’ Heer misstrauisch und schloss aus dessen Marschrichtung richtig, dass der Prinz gegen seinen königlichen Bruder zu Felde ziehen wollte. Mit 500 Reitern sprengte Tissaphernes in Richtung des persischen Hofs, um Artaxerxes II. über Kyros’ auffällige Rüstungen schnellstens zu informieren.
Mit scheinbarer Genauigkeit verzeichnet Xenophon alle Hauptstationen der Marschroute von Kyros’ Heer, ferner die Entfernungen zwischen ihnen in Tagereisen und meist auch in persischen Parasangen (eine Wegstunde, etwa 5, 5 km) sowie die Anzahl der Rasttage bei den diversen Zwischenstopps. Doch leidet die Exaktheit seines Berichts in dessen späteren Teilen. Die einzelnen Etappen des Zugs lassen sich nicht auf den Tag genau datieren. Die Entfernungsangaben, geographischen Beschreibungen usw. entnahm Xenophon bei der späteren Abfassung der Anabasis wohl Reisehandbüchern. Daneben dürfte er sich kurze persönliche Notizen während des Marsches gemacht haben, auf die er später zurückgreifen konnte.

#### Vormarsch nach Kilikien

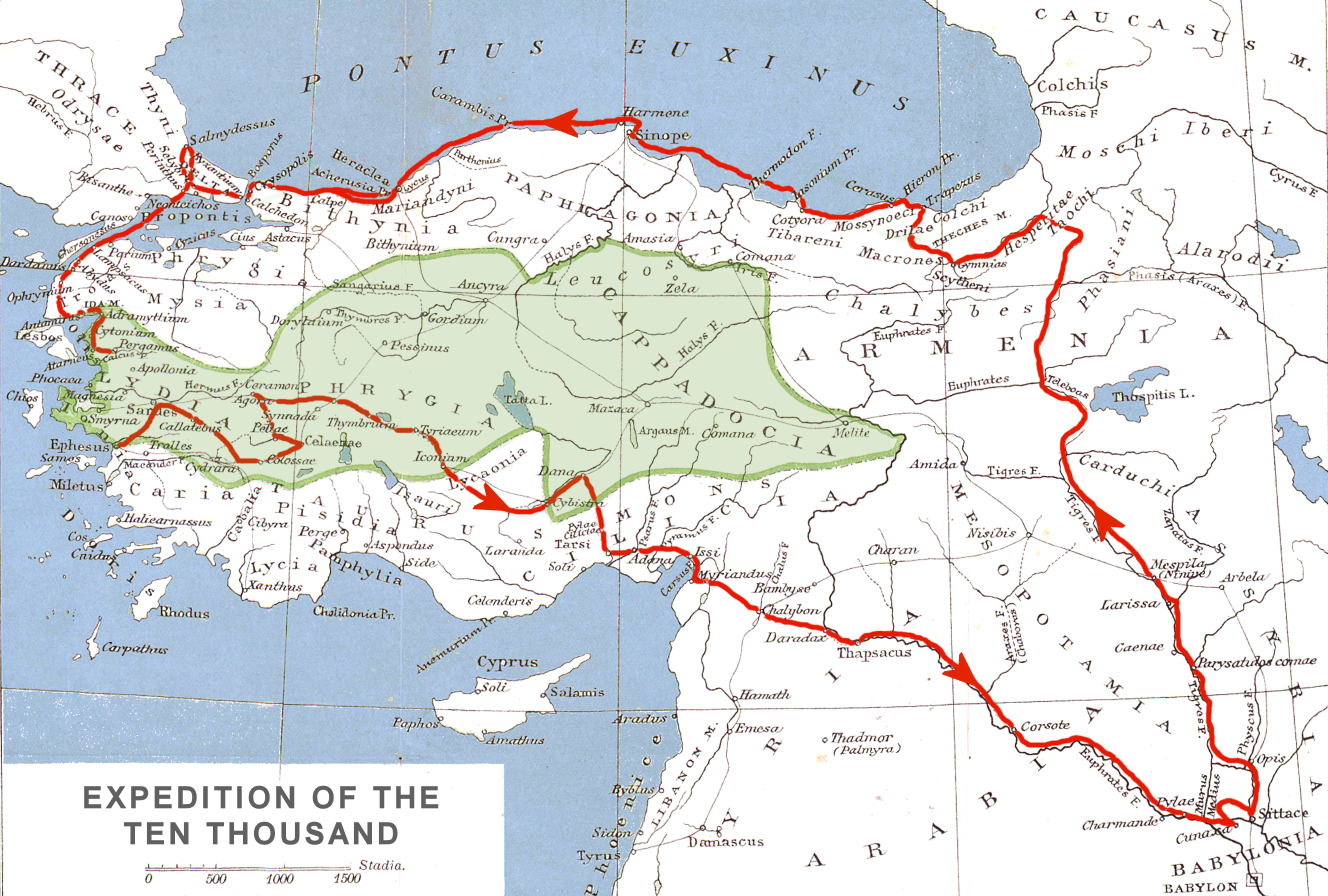
Kyros’ Marschroute mit seinen zehntausend griechischen Söldnern nach Kunaxa und der Rückweg der Söldner nach Byzanz. Die Satrapie des Kyros ist in Grün eingezeichnet.

Von Kelainai, wo Kyros alle Truppen versammelt hatte, war es nicht mehr weit bis zur Grenze Pisidiens. Der Prinz zog aber nicht nach dieser Landschaft, sondern änderte die Route und marschierte mit seiner Armee nordwestlich nach Peltai, wo er eine dreitägige Rast hielt und Wettkämpfe veranstaltete, denen er selbst zusah. Von dort aus verlief der weitere Weg in südöstlicher Richtung. Die nächste wichtigere Station war die volkreiche Stadt Kaystrupedion, in der er seinem Heer fünf Ruhetage gönnte. Die Krieger mussten einstweilen selbst für ihre Verproviantierung aufkommen und beklagten mittels mehrerer zu Kyros geschickter Delegationen, dass sie bereits drei Monate lang keinen Sold bekommen hatten. Nun traf aber in Kaystrupedion die kilikische Königin Epyaxa ein und übergab Kyros – wohl um einer Plünderung Kilikiens durch dessen Söldnerheer vorzubeugen – eine große Geldsumme, die dem persischen Prinzen die Auszahlung eines viermonatigen Soldes an seine Krieger ermöglichte.
Epyaxa begleitete zunächst Kyros, als er mit seinen Truppen über Thymbrion nach Tyrtaion weitermarschierte. Dort wurde auf Wunsch der kilikischen Königin eine Parade des Heeres durchgeführt. Die Söldner nahmen in ihrer Rüstung Aufstellung, und Epyaxa fuhr mit ihrem Wagen die Front ab. Auf Kyros’ Befehl inszenierten seine Krieger einen Scheinangriff auf den Marktplatz, woraufhin die Händler flohen. Bald verbreitete sich das Gerücht, dass die Kilikerin Kyros’ Geliebte sei. Nach elf weiteren Tagen nahm Epyaxa vorläufig von Kyros Abschied und wurde von einem Söldnertrupp unter Menons Führung auf dem schnellsten Weg nach Kilikien zurückgebracht. Kyros zog inzwischen mit seinem Hauptheer über Ikonion und Dana zur Kilikischen Pforte, einem wichtigen Pass, der nach Kilikien hineinführte. Epyaxas Gatte, König Syennesis, hielt die Passhöhe besetzt, um dem persischen Prinzen den Zugang zu seinem Land zu sperren, gab sie aber frei, als er erfuhr, dass die Epyaxa begleitende Vorausabteilung unter Menon bereits in Kilikien eingetroffen war. So gelangte Kyros’ Armee ungehindert zur kilikischen Hauptstadt Tarsos.
Etwa 100 von Menons Kombattanten waren für das Hauptheer unauffindbar. Entweder hatten sie beim Einzug in Kilikien eigenmächtige Raubzüge durchgeführt und waren bei daraus resultierenden Kämpfen mit Bergbewohnern umgekommen oder sie hatten sich in unwegsamem Gelände verirrt und beim Abstieg das Leben verloren. Die erbitterten Griechen plünderten daraufhin die Stadt und das Schloss von Tarsos. König Syennesis war mit den meisten Einwohnern seiner Hauptstadt vor der Ankunft von Kyros’ Heer in eine schwer zugängliche Gebirgsgegend geflohen. Er weigerte sich, vor Kyros zu erscheinen. Epyaxa erreichte schließlich, dass es zu einem Treffen und der Aussöhnung der beiden Männer kam. Der persische Prinz versprach Ersatz für geraubte Güter und schenkte dem kilikischen König Goldschmuck. Syennesis befand sich dennoch in einer heiklen Lage, da er sich in den Kampf zwischen Kyros und dem persischen Großkönig verstrickt sah. Laut dem antiken Geschichtsschreiber Diodor gab er einen seiner Söhne dem Kyros als Begleiter mit, schickte aber einen anderen Sohn mit der Botschaft zu Artaxerxes II., dass er Kyros nur gezwungen unterstütze und sich so bald als möglich wieder dem Großkönig anschließen werde.
Die hellenischen Söldner, denen das wahre Ziel von Kyros’ Feldzug verheimlicht worden war, argwöhnten unterdessen, dass sie mit dem Prinzen in den Kampf gegen dessen königlichen Bruder ziehen sollten und verweigerten den Weitermarsch. So musste der Prinz 20 Tage in Tarsos verweilen. Der Kommandant Klearchos bemühte sich zunächst vergeblich, sie umzustimmen. Er berief eine Heeresversammlung ein und argumentierte vor den Söldnern, dass er von seinem Freund Kyros viel Geld bekommen und für sie, seine Kameraden, ausgegeben habe. Daher wolle er Kyros nicht enttäuschen, würde sich in dieser Kontroverse aber bedingungslos auf die Seite seiner Männer stehen und ihnen folgen, wohin auch immer sie gingen. Mit seiner Rede fand er bei den Söldnern Anklang. Heimlich informierte er jedoch Kyros, so dass dieser bei seiner Befragung durch Abgesandte einer zweiten von Klearchos einberufenen Heeresversammlung vorgeben konnte, er wolle den ihm feindlich gesonnenen Feldherrn Abrokomas, der 12 Tagereisen entfernt am Euphrat stehe, bekämpfen. Weniger diese Behauptung als die Zusage einer Solderhöhung um 50 Prozent bewegte die meuternden griechischen Truppen, nun doch mit Kyros weiterzuziehen.

#### Zug durch Mesopotamien
Von Tarsos aus marschierte Kyros mit seinen Truppen weitere 30 Parasangen nach Issos. Dort waren 35 peloponnesische Schiffe und 25 zu seiner eigenen Flotte gehörige Wasserfahrzeuge gelandet. An Bord befanden sich laut Xenophon 700, laut Diodor 800 Hopliten unter dem Kommando des Strategen Cheirisophos, die nun Kyros’ Armee ebenso verstärkten wie 400 vom Heer des Abrokomas desertierte griechische Söldner. In der Folge hatte Kyros mit seinen Kriegern die kilikisch-syrischen Tore zu passieren. Diese bildeten einen nach Syrien führenden Strandpass, der von Mauern und einem dazwischenliegenden Fluss geschützt war. Kyros hatte den Pass von Soldaten des Abrokomas besetzt geglaubt und daher seine Flotte nach Issos beordert, um an deren Bord Truppen auf dem Seeweg zu befördern und im Rücken des Feindes anzulanden. Da sich aber Abrokomas mit seiner Armee bereits auf den Weg nach Babylon gemacht hatte, gelangte Kyros problemlos zum nordsyrischen Hafen Myriandros. Von dort aus schickte er seine Flotte zurück. Zum Missfallen der Söldner segelten auch zwei von deren Führern in einem Schiff mit zusammengeraffter Beute ab. Kyros sah von ihrer Verfolgung ab und ließ sogar deren in seiner Gewalt befindlichen Familien frei. Xenophons nun ungenauere Routenbeschreibung lässt die Überquerung des Amanos-Gebirges und der nördlichen Zuflüsse des Sees von Antiochia durch Kyros’ Armee aus und erwähnt erst den fischreichen Fluss Chalos. Schließlich erreichte das Heer des Prinzen die Stadt Thapsakos am Euphrat.
In Thapsakos verweilte Kyros fünf Tage. Über die Söldnerführer klärte er die griechischen Krieger endlich über das wahre Kriegsziel, den Kampf gegen Artaxerxes II., auf. Die Söldner, die dies schon geahnt hatten, begehrten wiederum auf und verlangten weitere Lohnerhöhungen. Der Prinz sagte zu, jeder Kämpfer werde in Babylon fünf Silberminen erhalten, außerdem den gesamten Sold bis zur Rückkehr nach Ionien. Der damals über 700 m breite Euphrat war so seicht und hatte eine so langsame Strömung, dass Kyros’ Armee ihn durchwaten konnte. Die Bemerkung der Anrainer des Stroms, noch nie habe jemand den Euphrat zu Fuß durchquert, ließ Kyros gern als göttliches Wunder für seine Herrschaftslegitimation deuten. Dann zog er mit seinen Männern entlang des Ostufers des Euphrats abwärts. Neun Tage brauchte das Heer bis zum Erreichen des Araxes (heute Chabur), einem bedeutenden Nebenfluss des Euphrats. Danach kam es beim Weiterziehen entlang des Euphrats in ein den Griechen kaum bekanntes, unbewohntes Land, das Xenophon unrichtig „Arabien“ nennt. Die Söldner sahen eine reiche Tierwelt, u. a. Gazellen, Trappen und Wildesel, die ihnen als Jagdbeute dienten.
Nach dem Passieren einer großen verlassenen Stadt namens Korsote zog Kyros mit seiner Armee 13 Tage entlang des Euphrats durch kahles Gelände ohne Graswuchs, ehe er die Stadt Pylai erreichte. Die Bewohner dieser öden Gegend verdienten ihren Lebensunterhalt durch die Herstellung von Mühlsteinen, die sie in Babylon verkauften. Wegen des Mangels an Futter für die Zugtiere wurden diese geschlachtet. Die Soldaten ernährten sich hauptsächlich von deren Fleisch, da das von lydischen Händlern verkaufte Getreide, u. a. Weizen und Gerste, sehr teuer war. Ferner litten sie unter Wasserknappheit. Trotz der unwirtlichen Bedingungen drängte Kyros sein Heer zu möglichster Eile, um Artaxerxes II. weniger Zeit für Rüstungen zu gewähren. Als die mitgeführten Wagen in einem Morast zu versinken drohten, befahl der Prinz den persischen Soldaten, sie herauszuziehen. Weil ihm dieser Vorgang zu lange dauerte, wies er auch die vornehmen Perser an, mit anzupacken. Xenophon notierte in seiner Anabasis erstaunt die von den aristokratischen Persern gezeigte Disziplin, da sie sich eilig in ihren kostbaren Kleidern und mit ihrem Schmuck auf das schlammige Gelände begaben, um die Wagen wieder auf festen Boden zu ziehen. Bei den Soldaten herrschte aber wegen der Erwartung eines schwierigen Kampfes gegen den Großkönig eine angespannte Stimmung. Persische Adlige drohten sich abzusetzen, und griechische Söldner gerieten aneinander. Als Kyros einen solchen Streit hellenischer Krieger schlichten musste, warnte er vor der Erschütterung der Kampfmoral seines Heers.

#### Verurteilung des Orontes; Vorrücken nach Kunaxa
Unterhalb der Stadt Pylai bemerkte das Heer des Kyros die ersten Spuren der Annäherung des Großkönigs. Hufspuren von Pferden ließen darauf schließen, dass ein feindlicher Voraustrupp zur Beobachtung des Kyros hierhergekommen war und auf dem Rückweg alles als Tierfutter Verwendbare verbrannt hatte. Orontes, ein Verwandter der persischen Königsfamilie, plante zu Artaxerxes II. überzulaufen. Zum Schein bot er Kyros an, mit 1000 Reitern der feindlichen Vorausabteilung nachzusetzen und deren weitere Verwüstung des Geländes zu unterbinden. Er wurde aber des Verrats überführt, woraufhin es zu einem Prozess gegen ihn kam. Kyros ernannte den griechischen Söldnerführer Klearchos zu einem von sieben Richtern. In der kriegsgerichtlichen Verhandlung hielt der Prinz Orontes vor, dass er schon zweimal an ihm Verrat geübt habe. Dennoch habe Kyros ihm beide Male verziehen. Klearchos plädierte für die Verhängung der Todesstrafe. Orontes wurde abgeführt und wurde danach laut der Darstellung Xenophons nie mehr gesehen.
Nach Abschluss des Prozesses gegen Orontes setzte Kyros mit seiner Armee den Marsch entlang des Euphrats drei weitere Tage fort. Er ließ eine Zählung der Stärke seiner Truppen durchführen, wobei 12.800 Griechen sowie nach Xenophons übertriebener Angabe 100.000 Asiaten und etwa 20 Sichelwagen registriert wurden. Auch hielt er nun seine letzte Rede und sprach von der Freiheit und dem Mut der Griechen. Angesichts der Größe und der Schätze des Perserreichs sicherte den hellenischen Kämpfern im Fall seines Sieges enorme Geschenke zu und hob so deren Kriegsmoral. Am vierten Tag stieß sein Heer auf einen neu angelegten, etwa 9 m breiten und 5,5 m tiefen Sperrgraben, der sich vom Euphrat durch die ganze Ebene bis zur sog. Medischen Mauer ziehen sollte. In der Folge passierte Kyros mit seinen Truppen einen engen Durchgang zwischen dem Strom und dem Graben. Die feindliche Armee seines königlichen Bruders ließ sich nicht blicken; es fanden sich nur Spuren ihres kürzlichen Rückzugs. Kyros belohnte den Seher Silanos aus Ambrakia für dessen zutreffende Weissagung, dass sich Artaxerxes II. in den nächsten zehn Tagen nicht zur Schlacht stellen würde. Er dachte nun ebenso wie die Griechen, dass der Großkönig überhaupt nicht mehr kämpfen werde. Das Heer rückte in den nächsten beiden Tagen sorglos ohne Schlachtformation weiter vor, bemerkte aber am Mittag des dritten Tages, als es sich nahe Kunaxa befand, das Herannahen der großköniglichen Streitkräfte.

#### Schlacht bei Kunaxa
Etwa 180 Tage nach dem Aufbruch aus Sardes trafen also im Herbst 401 v. Chr. – häufig wird in der Literatur als genaues, aber nicht fundiertes Datum der Schlacht der 3. September 401 v. Chr. genannt – bei Kunaxa die Truppen des Kyros auf jene des Artaxerxes II. Der als Anführer der griechischen Söldner auf Kyros’ rechtem Flügel postierte Klearchos erzielte einen Durchbruch durch die feindlichen Reihen, wandte sich dann aber nicht von Kyros befohlen gegen das gegnerische Zentrum, wo der Großkönig positioniert war, sondern verfolgte die weichenden Feinde weiter. So verlor er den Kontakt zu Kyros, der nun selbst mit seinen Panzerreitern einen gewagten Angriff gegen das Zentrum des Artaxerxes II. führte. Er schlug die gegnerische Reiterei in die Flucht, sprengte auf seinen Bruder zu und verwundete ihn mit einem Speerwurf durch den Panzer im Brustbereich. Dies berichtete der Historiker Ktesias von Knidos, der als Leibarzt des Großkönigs in dessen Nähe weilte und dessen Wunden behandelte. Kyros wurde, kurz nachdem er seinen Bruder verletzt hatte, selbst von einem Speer dicht unter dem Auge getroffen und starb unmittelbar darauf. Artaxerxes II. ließ dem Leichnam seines gefallenen Bruders den Kopf und die rechte Hand abhauen und öffentlich ausstellen, um ihn als Aufrührer zu brandmarken. Kyros’ griechische Söldner bahnten sich unter Führung Xenophons und unter großen Strapazen erfolgreich den Weg aus dem Feindesland zur Küste des Schwarzen Meeres.
Kyros war bei seinem Tod noch unverheiratet. Er hatte aber auf dem Feldzug gegen Artaxerxes II. zwei schöne Griechinnen mit sich. Die jüngere, eine Milesierin unbekannten Namens, konnte bei der Plünderung des griechischen Lagers nach der Schlacht unbekleidet zu den griechischen Wachen fliehen. Die ältere der beiden Griechinnen, Aspasia aus Phokaia, hatte zu Kyros’ Harem gehört und war seine Favoritin gewesen. Sie geriet nach der Schlacht in die Hände der Perser und wurde in den Harem des Großkönigs aufgenommen.